# 安特卫普肉市大楼

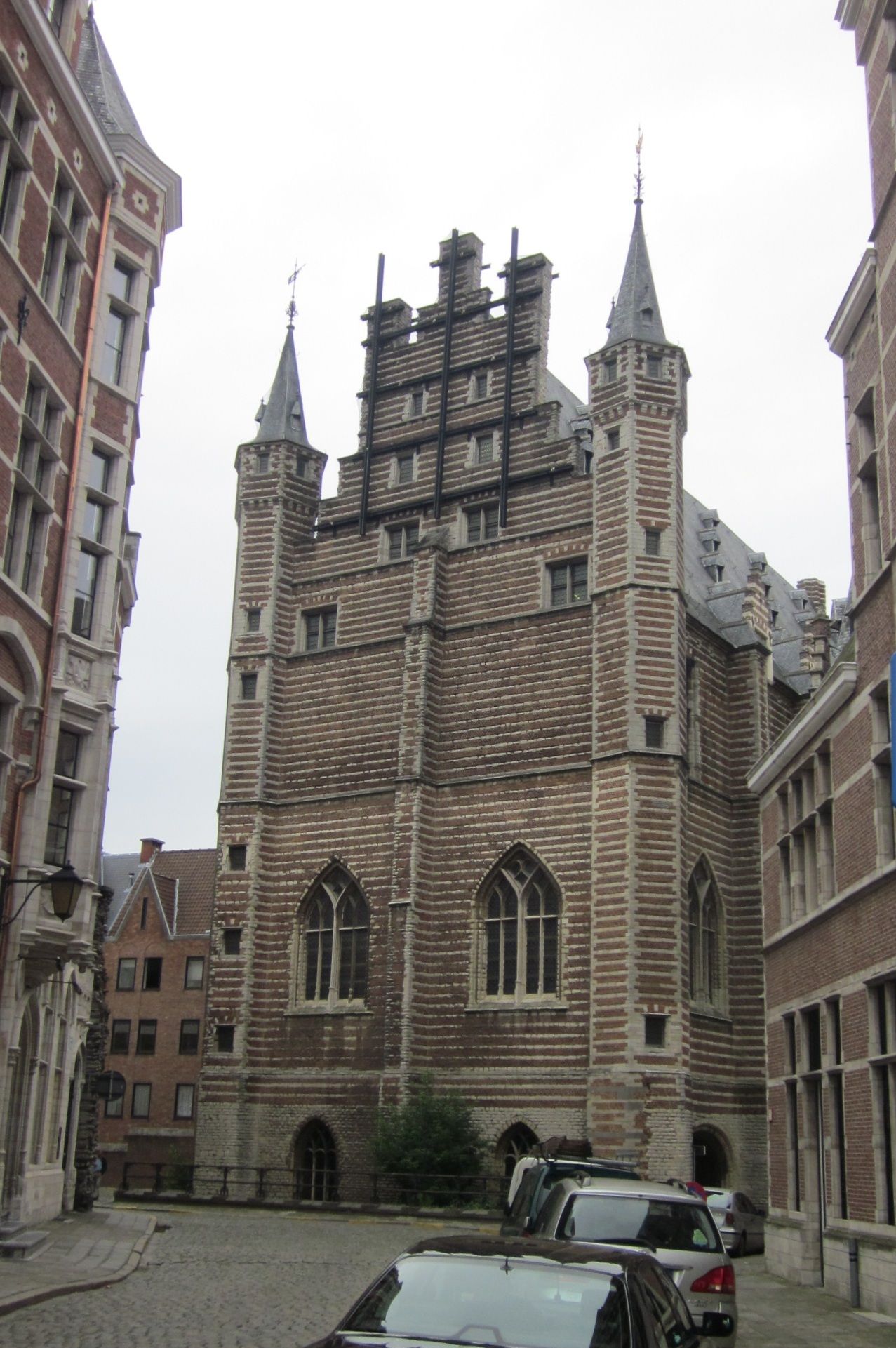
安特卫普肉市大楼

安特卫普肉市大楼（荷蘭語：Antwerpen Vleeshuis）是比利时安特卫普的一座原行会建筑，现在是一座博物馆。

## 历史
在中世纪，安特卫普是佛兰德地区的一个经济中心，仅次于布鲁日和根特。因此建立了室内交易市场，肉市大楼就是其中一个。最初的建造时间不明。第二座肉市大楼始建于1250年，靠近安特卫普城堡。目前的哥特式建筑建于1501-1504年，是第三座肉市大楼，用红砖和白色砂岩建造。1796年，法国人占领期间，行会被取缔，三年后建筑被出售。1899年，安特卫普市议会购买了这座建筑作为文物档案馆。。1913年博物館開館，後續逐漸常设展览将重点放在乐器。

## 参考

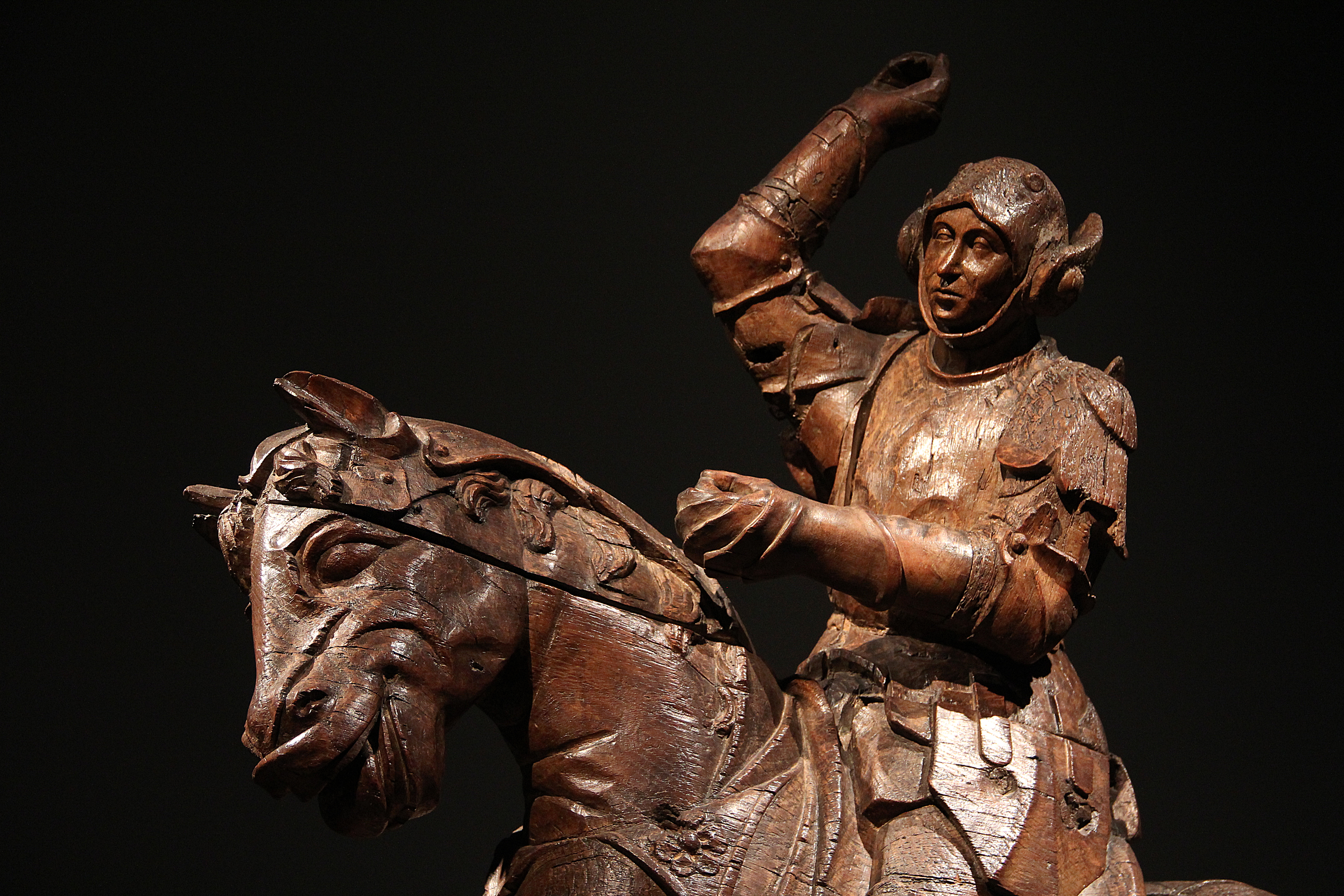
代表聖喬治與龍搏鬥的雕刻橡木小組（約1514年）。
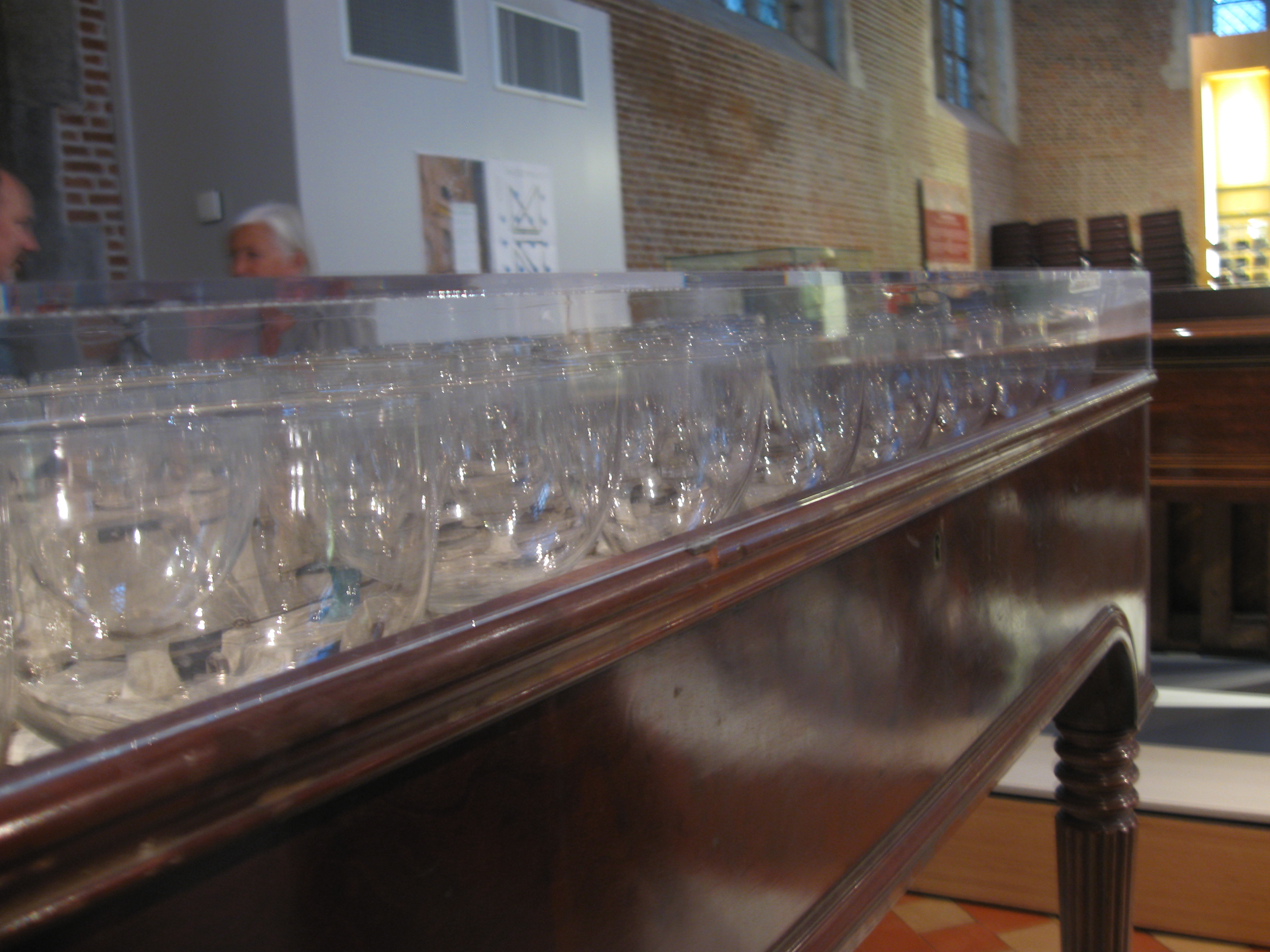
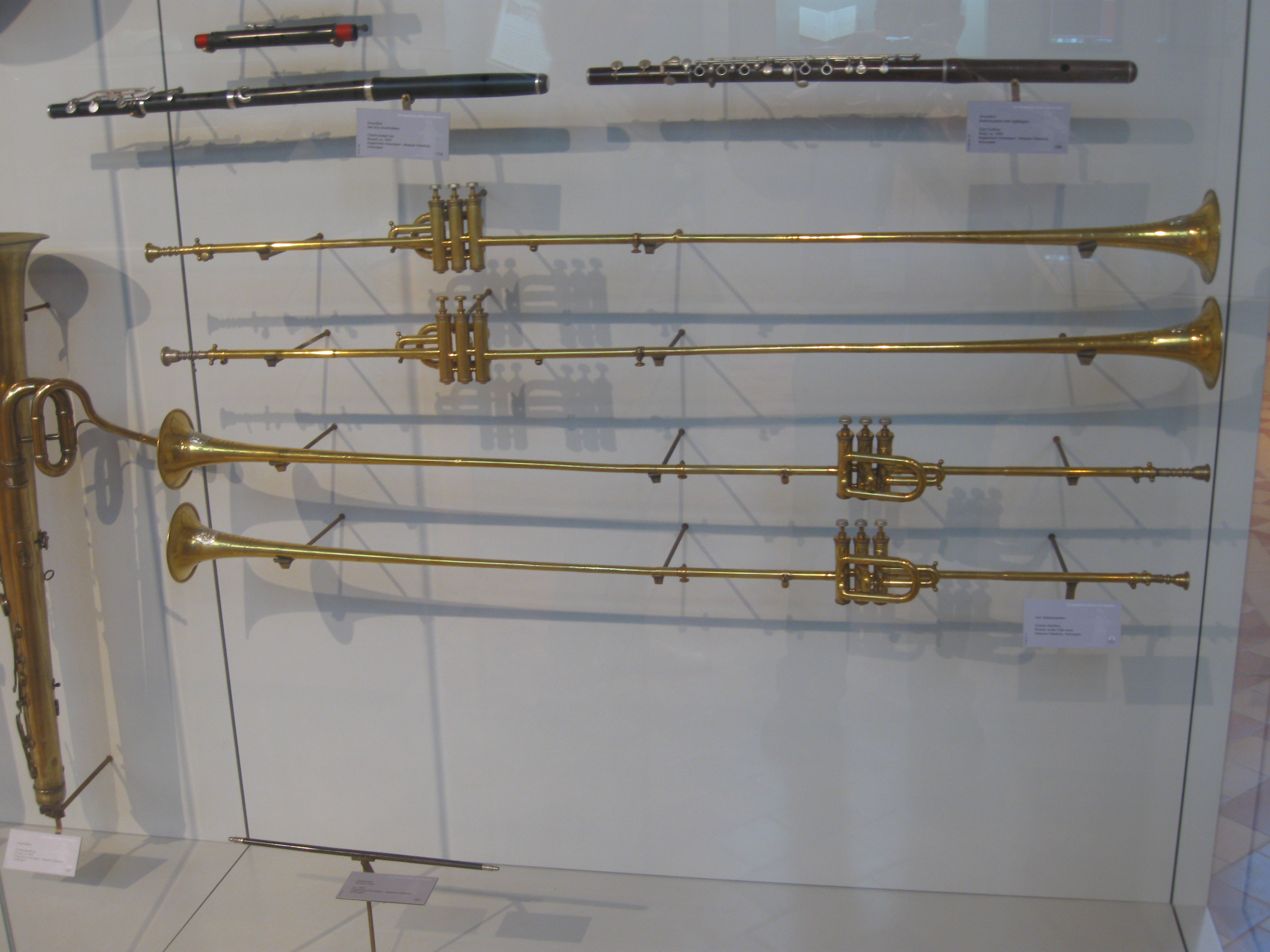
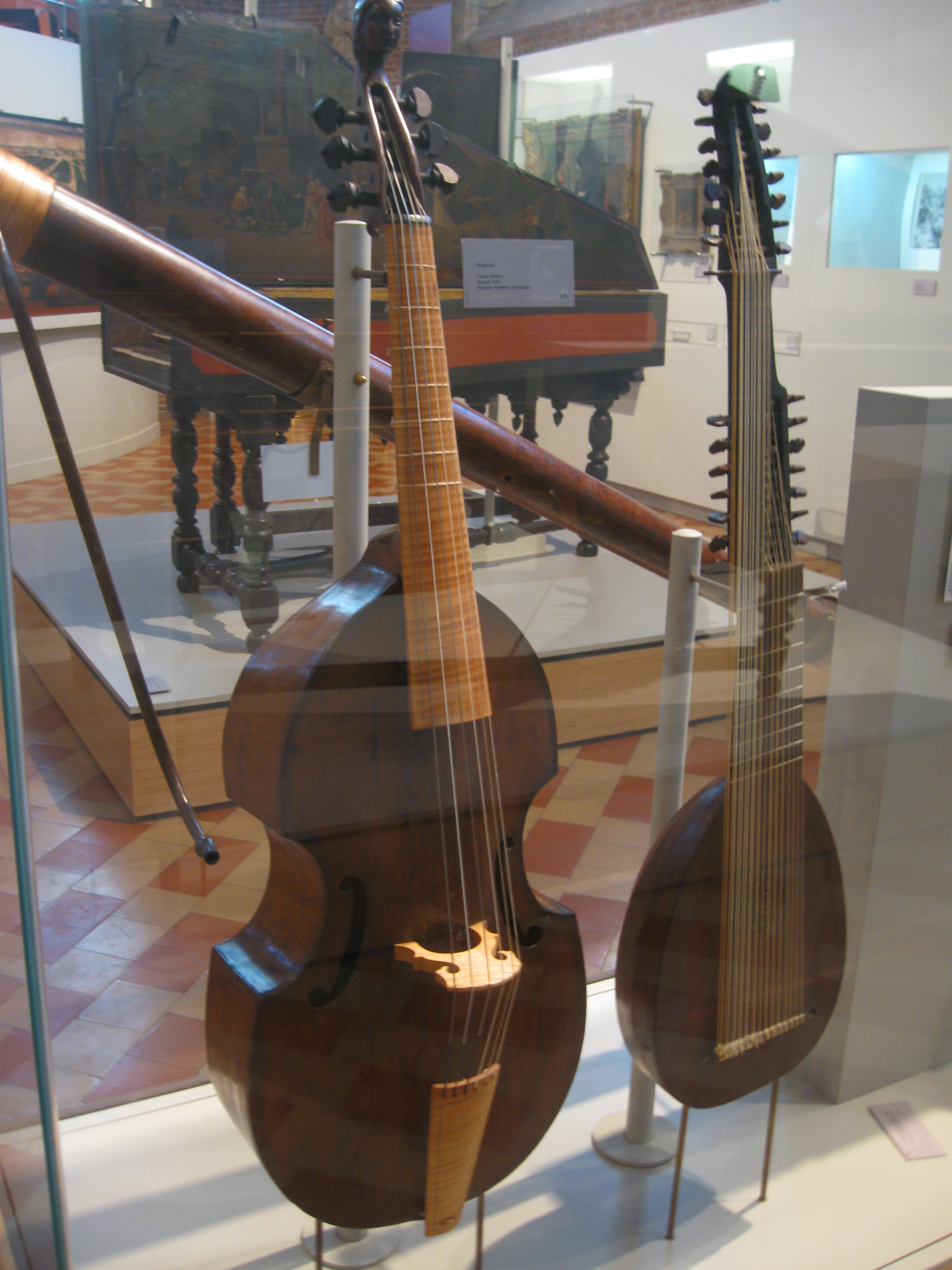
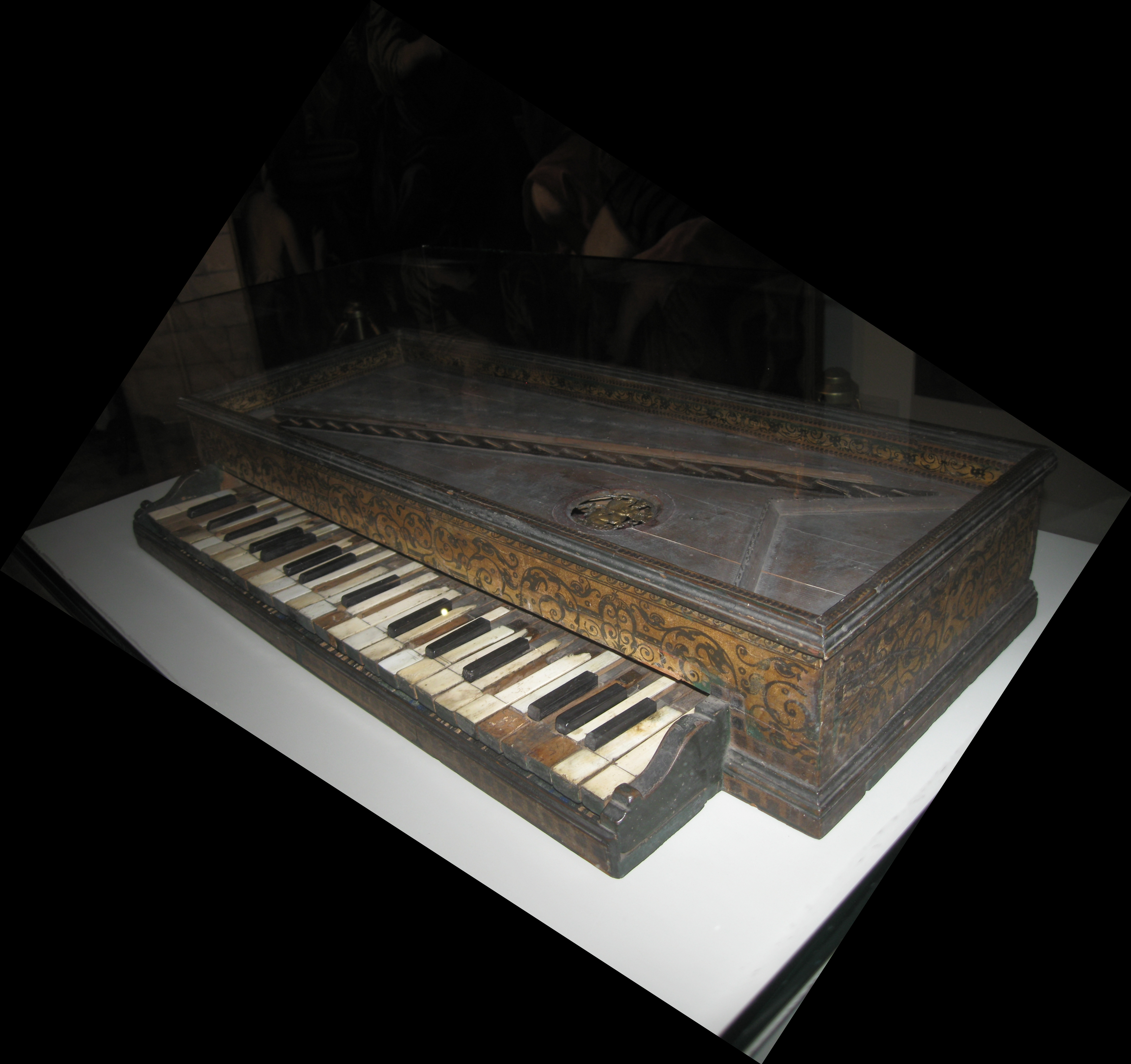